# Karel Kovařovic

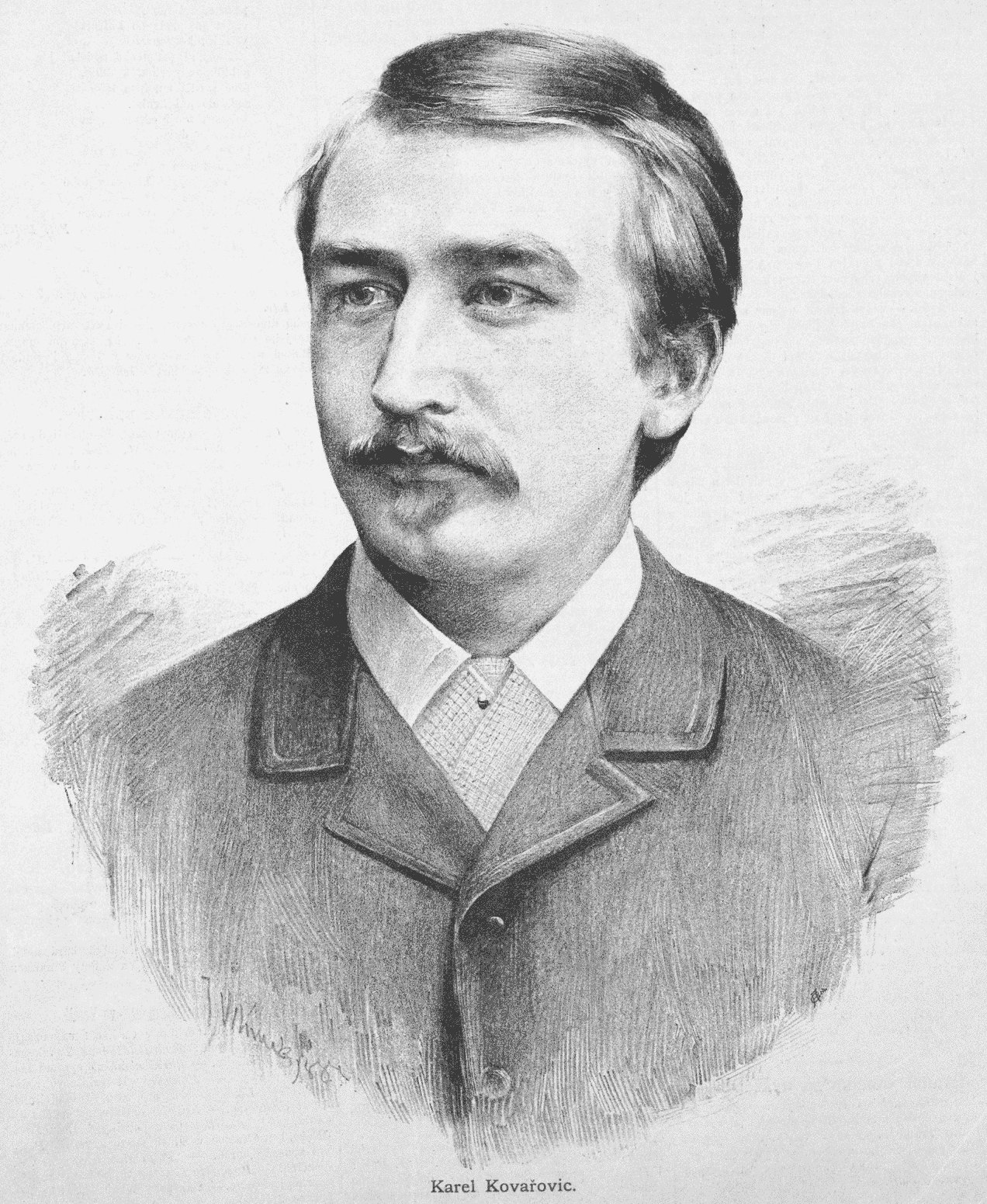
Porträtt föreställande Karel Kovařovic av Jan Vilímek.

Karel Kovařovic, född 9 december 1862, död 6 december 1920, var en tjeckisk tonsättare och dirigent.

## Biografi
Kovařovic studerade klarinett, harpa och piano mellan 1873 och 1879 vid Prags konservatorium. Han började sin karriär som harpist och år 1900 blev han direktör vid Nationalteatern i Prag, framför allt på grund av framgångarna med sin opera Psohlavci (1898). Hans engagemang vid teatern varade i 20 år, till 1920. Han komponerade sju operor.
Kovařovic är idag framför allt ihågkommen för den bearbetning han gjorde av Leoš Janáčeks Jenůfa inför dess premiär i Prag.

## Verk i urval
Operor
- Ženichové (1884)
- Cesta Oknem (1886)
- Noc Šimona a Judy (1892)
- Psohlavci (1898)
- Na starém bĕlidle (1901)

Baletter
- Hašiš (1884)
- Pohádka o nale zeném štestí (1889)
- Královničky (1889)
- Sedm havrani (1889)
- Na Záletech (1909)